# Borek u Českých Budějovic

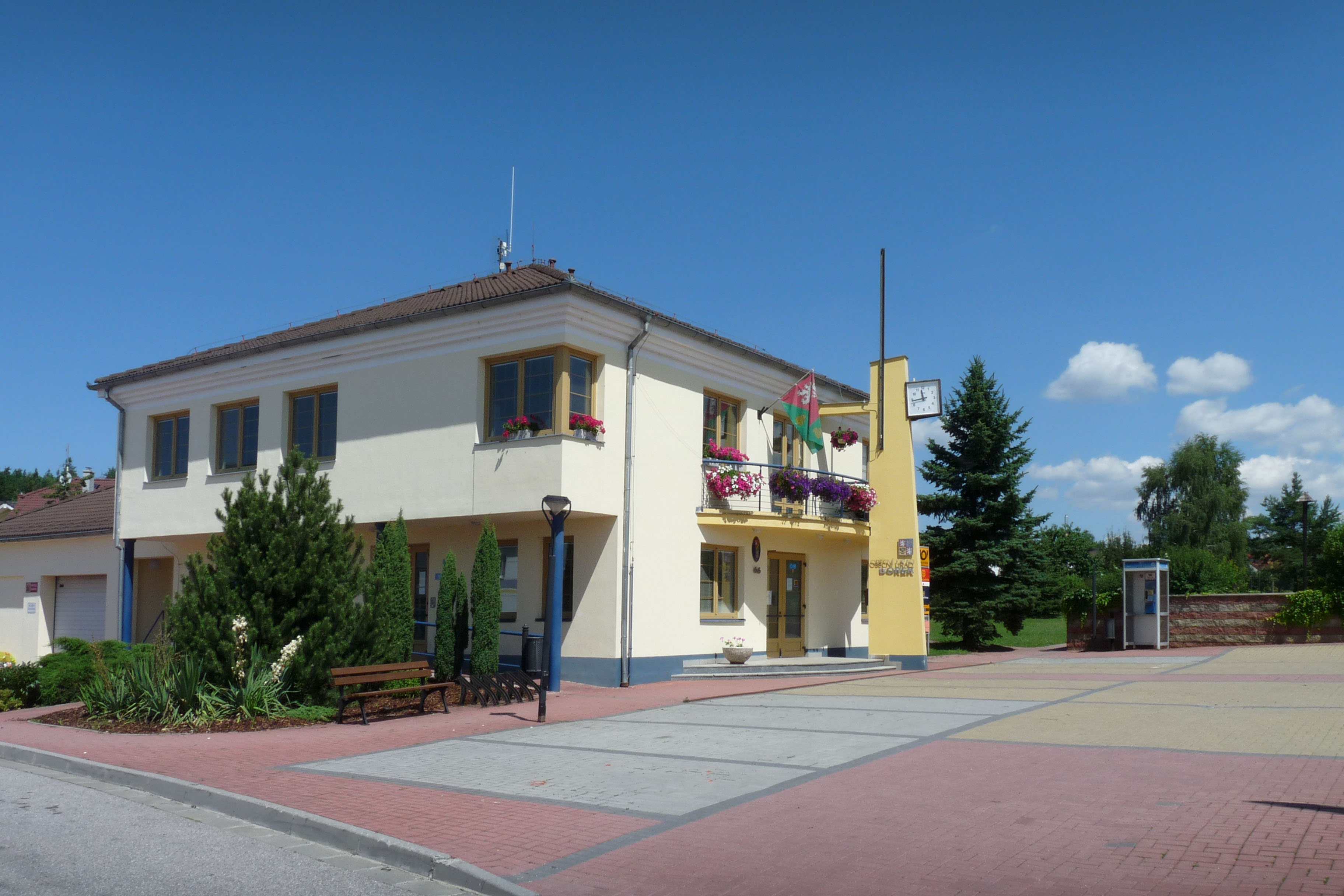
Gemeindeamt

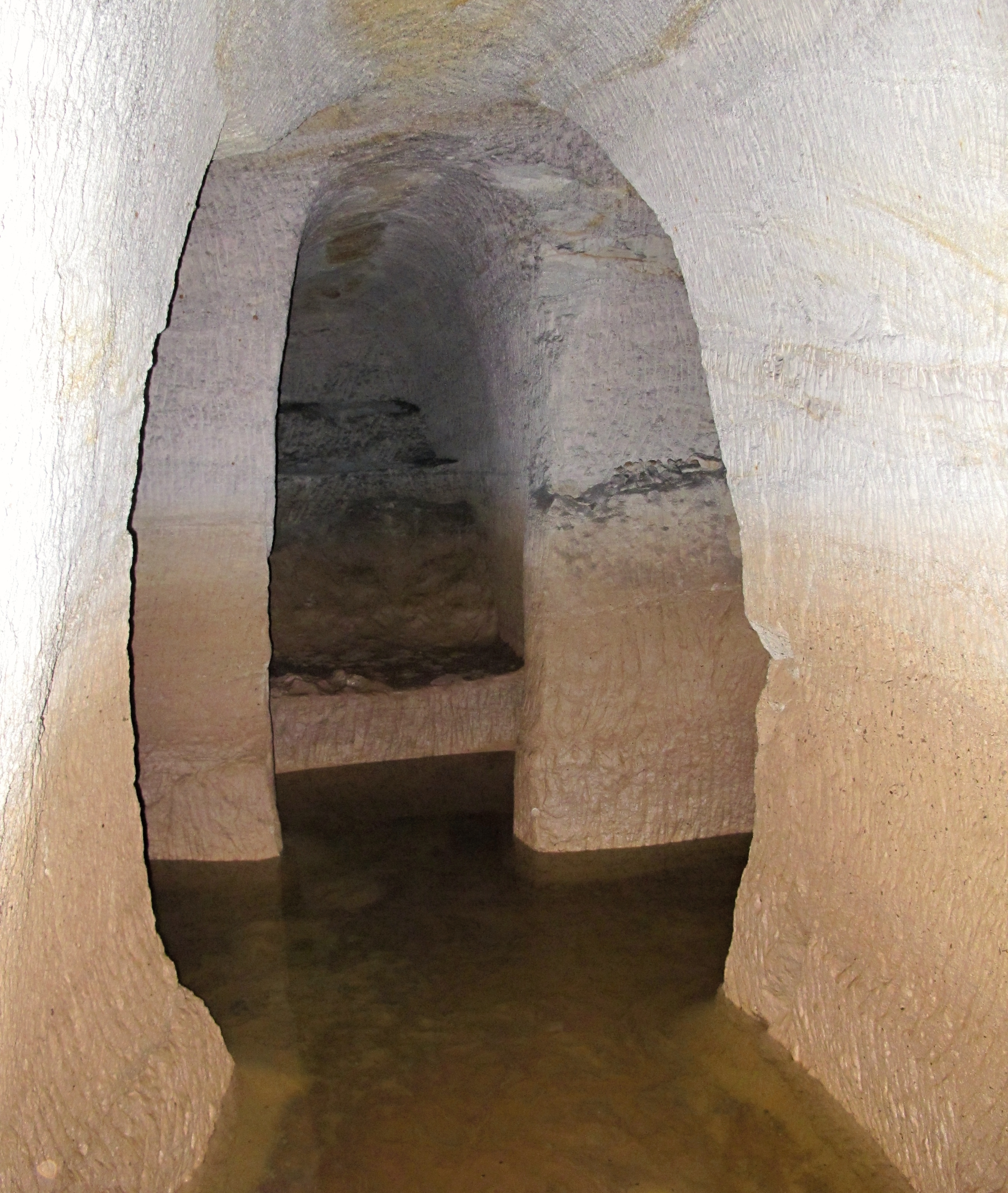
Ehemaliger Kaolinstollen im Naturreservat Orty

Borek, bis 1924 auch Bída (deutsch Bida), ist eine Gemeinde in Tschechien. Sie liegt sechs Kilometer nördlich von Budweis in Südböhmen und gehört zum Okres České Budějovice.

## Geographie
Borek befindet sich rechtsseitig über dem Tal der Kyselová voda am Abfall der Lischauer Schwelle zum Budweiser Becken. Im Nordosten erheben sich der Jalovcový vrch (454 m), Kamenný vrch (535 m) und die Vávra (526 m), nordwestlich die Račice (508 m). Durch den Ort führt die E 55/I/3 zwischen Budweis und Veselí nad Lužnicí. Nördlich von Borek betreibt der Aeroklub České Budějovice den Sportflugplatz Hosín.
Nachbarorte sind Chyňava, Jednota, Dobřejovice und Chotýčany im Norden, Lhotice, Kolný und Červený Újezdec im Nordosten, Jelmo und Libníč im Osten, Hůry im Südosten, Úsilné, Světlík und Nemanice im Süden, Kněžské Dvory, Trögrův Dvůr und České Vrbné im Südwesten, Hrdějovice im Westen sowie Hosín im Nordwesten.

## Geschichte
Zwischen 1753 und 1755 erfolgte eine Neutrassierung der bisher über Kněžské Dvory und Hrdějovice führenden Kaiserstraße von Budweis nach Tábor durch den zur Herrschaft Frauenberg gehörigen Wald Borek. Auf einer herrschaftlichen Dominikalweide entstand 1805 an der Straße die erste Chaluppe. Zwischen 1812 und 1816 wurden daneben eine Fürstlich Schwarzenbergische Ausspanne sowie drei weitere Häuser errichtet. Das Leben in der kleinen Ansiedlung war offenbar von Armut geprägt, im Jahre 1820 wurde der Ort als Na Bídě (übersetzt Auf dem Elend) bezeichnet. Im Jahre 1840 bestand die zum Dorf Woselno gehörige Einschicht Bjda an der Prager Straße aus der Ausspanne und vier Chaluppen. Pfarrort war Libnitsch. Nachdem in den 1840er Jahren in der Umgebung Kaolin- und Eisenerzlagerstätten erschlossen wurden, wuchs Bída zu einer Bergarbeitersiedlung an. Bis zur Mitte des 19. Jahrhunderts blieb die Ansiedlung immer zum Hof Chyňava der Herrschaft Frauenberg untertänig.
Nach der Aufhebung der Patrimonialherrschaften bildete Bída / Bida ab 1850 einen Ortsteil der Gemeinde Hosín in der Bezirkshauptmannschaft Budějovice/Budweis. Im Jahre 1869 war die Siedlung auf neun Häuser mit 68 Einwohnern angewachsen.
Seit den 1870er Jahren betrieb das Unternehmen Koh-i-Noor Hardtmuth nordwestlich von Bída in der Lokalität Orty Kaolinstollen.
Zu dieser Zeit wurde alternativ zu Bída auch der amtliche Ortsname Borek gebräuchlich. 1910 lebten in Bída bzw. Borek 159 tschechischsprachige Einwohner. Nachdem der Hagelsturm vom 10. Juni 1916 auch in den Waldgebieten Mojský les und Velechvínské polesí zwischen Nemanice, Úsilné, Borek und Ševětín enorme Schäden hinterließ, hatte Fürst Johann zu Schwarzenberg große Mühe, den Windbruch zu bergen. Wegen des Krieges mangelte es an Männern, Pferden und Wagen. Zwischen 1917 und 1918 ließ er deshalb von der Bahnstrecke České Budějovice–Veselí nad Lužnicí zwei schmalspurige Waldeisenbahnen anlegen. Eine davon führte von Kněžské Dvory unterhalb von Bída durch das Tal Kyselová voda in den Mojský les. Die 6,5 Kilometer lange 760-mm-Trasse wurde im März 1918 fertiggestellt und wurde bis 1921 betrieben. Der als negativ empfundene Ortsname Bída wurde 1924 abgelegt. Im Jahre 1930 lebten in Borek 290 Menschen. Das Dorf war inzwischen über die Fluren von Hosín hinaus gewachsen. Am 16. Mai 1954 wurde Borek von Hosín abgetrennt und bildete zusammen mit den bisher auf den Katastern von Hrdějovice und Úsilné gelegenen Grundstücken eine eigene Gemeinde und Katastralbezirk. Der 1957 angelegte Sportflugplatz war 1978 Austragungsort der Weltmeisterschaften im Kunstflug. 1971 wurde Borek an den Trolleybusverkehr der Stadt České Budějovice angeschlossen. Seit dieser Zeit entwickelte sich Borek zu einer Stadtrandsiedlung von České Budějovice. Zwischen 1970 und 1980 wuchs die Zahl der Häuser von 87 auf 176 und die Einwohnerzahl von 337 auf 852 an. Dieser Trend setzt sich auch in der Gegenwart fort. Im Jahre 2001 lebten in den 276 Häusern von Borek 1133 Personen.

## Gemeindegliederung
Für die Gemeinde Borek sind keine Ortsteile ausgewiesen. Zu Borek gehört der Wohnplatz U cihelny.

## Bevölkerungsentwicklung
| Jahr      | 1869 | 1880 | 1890 | 1900 | 1910 | 1921 | 1930 | 1950 | 1961 | 1970 | 1980 | 1991 | 2001 | 2011 | 2021 |
| --------- | ---- | ---- | ---- | ---- | ---- | ---- | ---- | ---- | ---- | ---- | ---- | ---- | ---- | ---- | ---- |
| Einwohner | 68   | 134  | 186  | 191  | 159  | 165  | 290  | 247  | 325  | 337  | 852  | 991  | 1133 | 1395 | 1521 |

## Sehenswürdigkeiten
- Gehöft Nr. 1, die ehemalige Fürstlich Schwarzenbergische Ausspanne entstand 1815/1816 im klassizistischen Stil
- Hölzerner Glockenturm
- Gedenkstein für die Gefallenen des Ersten Weltkrieges, errichtet 1936
- Naturdenkmal Orty, System von Kaolinstolln nordwestlich des Dorfes an der Flurgrenze zu Hosín und Hrdějovice, es gilt als Fledermausrückzugsgebiet
- Reste der schmalspurigen Waldeisenbahn von Kněžské Dvory durch den Grund des Kyselová voda in den Libníčer Forst